# Christian Jambet
Christian Jambet, född 23 april 1949 i Alger i Franska Algeriet, är en fransk marxistisk historiker, filosof och maoist.